# 新潟県道136号三川停車場線
新潟県道136号三川停車場線（にいがたけんどう136ごう みかわていしゃじょうせん）は、新潟県東蒲原郡阿賀町内の一般県道。

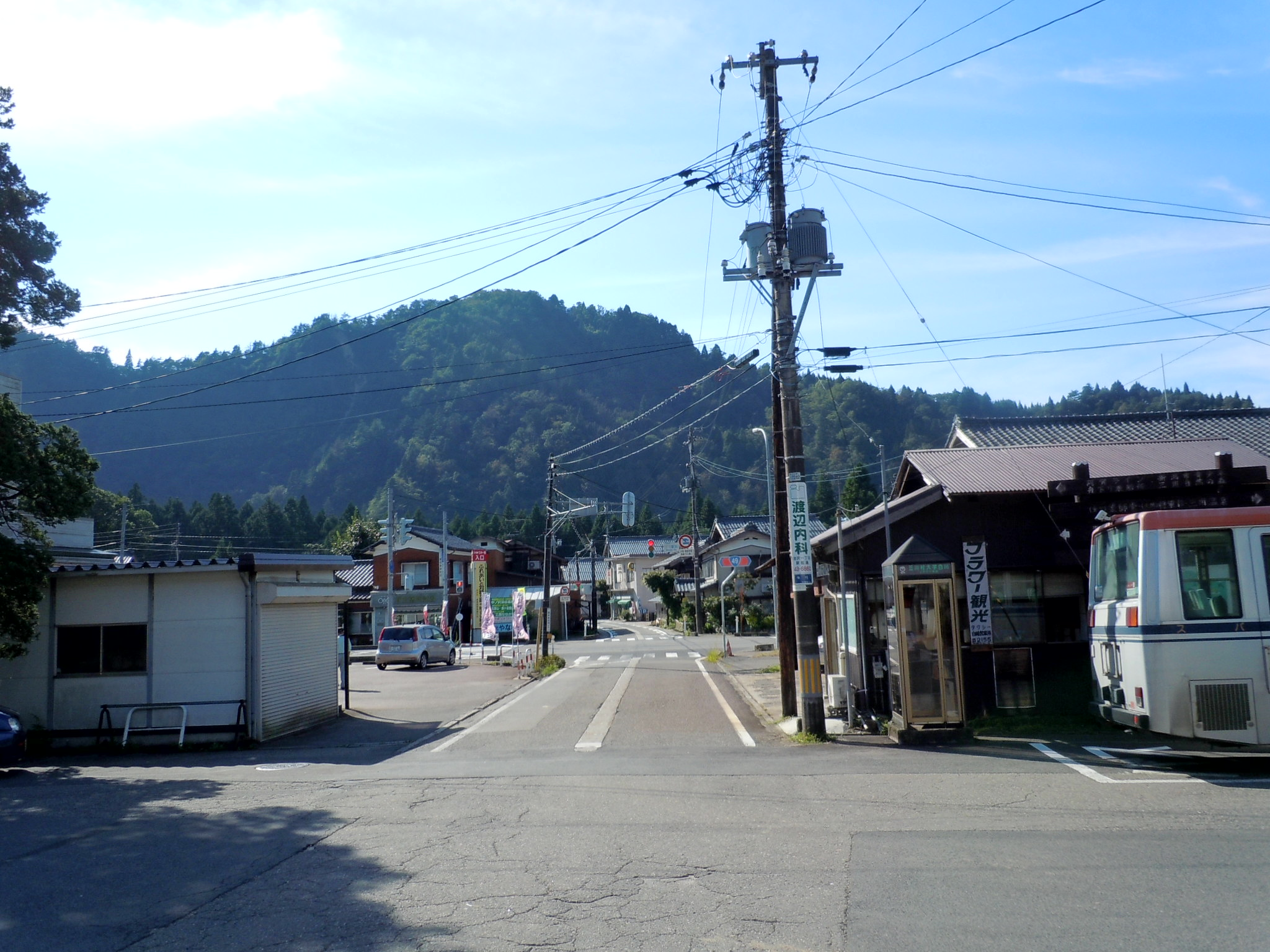
新潟県道136号 三川駅前より

## 概要
- 陸上距離：0.1km
- 起点：東蒲原郡阿賀町白崎
- 終点：東蒲原郡阿賀町白崎

JR磐越西線三川駅の駅前通りである。

## 通過する自治体
- 新潟県
  - 東蒲原郡阿賀町

## 主な接続路線
- 国道49号
- 新潟県道14号新発田津川線

## 参考
- 県道一覧集 新潟県道［一般県道］
- 平成17年度道路交通センサス 一般交通量調査 箇所別基本表